# Kurkławki
Kurkławki (niem. Korklack) – osada w Polsce położona w województwie warmińsko-mazurskim, w powiecie kętrzyńskim, w gminie Barciany. W latach 1975–1998 miejscowość administracyjnie należała do województwa olsztyńskiego.
Według J. Sikorskiego miejscowość ta przestała istnieć w okresie po drugiej wojnie światowej (po 1945 r.). 